# 金濂 (正德進士)
金濂（1474年—？），字濬之，大寧都司營州中屯衛軍籍直隸松江府上海縣人，明朝政治人物。

## 生平
弘治十四年（1501年）辛酉科順天鄉試第二十六名舉人，正德六年（1511年）中式辛未科會試第三百四十八名，二甲第三十一名進士。歷官陝西鞏昌府知府，嘉靖九年（1530年）參與剿滅流賊李世奉等。升山東鹽運使。

## 家族
曾祖金庭玉；祖父金愷，封奉議大夫刑部郎中；父金純，山西右布政使致仕進階資德大夫。母敬氏 （封宜人）。具慶下。兄金澄（貢士）、金清，弟金漳（義官）、金澤（義官）、金淇、金潤、金滋、金瀾。子金宙，字汝恒，號南崗，嘉靖三十一年壬子科舉人。從子金定，嘉靖三十八年己未科進士。